# Port William (Dumfries and Galloway)
Port William ist eine Ortschaft in der schottischen Council Area Dumfries and Galloway. Sie liegt rund 17 Kilometer südwestlich von Wigtown auf der Halbinsel The Machars am Ostufer der Luce Bay. Historisch lag Port William in der traditionellen Grafschaft Wigtownshire.

## Geschichte
Port William ist benannt nach William Maxwell, 3. Baronet, welcher die Ortschaft um 1770 als Plansiedlung aufbauen ließ. Die Maxwell-Baronets besaßen weite Ländereien der Umgebung mit ihren Stammsitzen Old Place of Monreith, Myrton Castle und Monreith House. Um den Seehandel zu ermöglichen, wurde der Küstenort mit Hafenanlagen ausgestattet. Mit dem auflebenden Handel kam 1788 eine Zollstelle hinzu. Bei einem Großteil der umgeschlagenen Waren handelte sich um Feldfrüchte, die nach England verschifft wurden. Der Hafen hat heute praktisch keine wirtschaftliche Bedeutung mehr und wird von Fischerbooten und Privatbooten genutzt.
Lebten 1861 noch 884 Personen in Port William, sank die Einwohnerzahl in der Folge stetig bis 462 im Jahre 1991 ab. Seitdem ist ein Anstieg auf 523 im Jahre 2011 zu verzeichnen.

## Verkehr
Die A747 (Glasserton–Glenluce) bildet die Hauptstraße Port Williams und bindet die Ortschaft an das Fernstraßennetz an. Des Weiteren mündet die aus Wigtown kommende B7085 ein.